# Counter-Strike
Counter-Strike (CS) este o serie de jocuri video multiplayer tactice de tip first-person shooter în care echipe de teroriști se luptă pentru a comite un act de terorism (plantarea unei bombe, luare de ostatici, asasinare) în timp ce contra-teroriștii încearcă să îl împiedice (dezamorsarea bombei, salvarea ostaticilor, misiune de escortă). Seria a început pe Windows în 1999 odată cu lansarea primului joc, Counter-Strike. Acesta a fost lansat inițial ca o modificare („mod”) pentru Half-Life care a fost proiectat de Minh „Gooseman” Le și Jess „Cliffe” Cliffe înainte ca drepturile asupra proprietății intelectuale a modului să fie achiziționate de Valve, dezvoltatorii Half-Life, care au transformat Counter-Strike într-un joc de sine stătător, lansându-l în 2000.
Primul joc Counter-Strike a fost urmat de Counter-Strike: Condition Zero, dezvoltat de Turtle Rock Studios și lansat în martie 2004. O versiune anterioară a lui Condition Zero care a fost dezvoltată de Ritual Entertainment a fost lansată alături de acesta drept Condition Zero: Deleted Scenes. Opt luni mai târziu, Valve a lansat Counter-Strike: Source, un remake al jocului original și primul din serie care a rulat pe motorul Source creat atunci recent de Valve. Al patrulea joc din seria principală, Counter-Strike: Global Offensive, a fost lansat de Valve în 2012 pentru Windows, OS X, Xbox 360 și PlayStation 3. Hidden Path Entertainment, care a lucrat la Counter-Strike: Source după lansare, a ajutat la dezvoltarea jocului alături de Valve. Counter-Strike 2 a fost anunțat în martie 2023 și lansat public pe 27 septembrie 2023, ca înlocuitor pentru Global Offensive.
De-a lungul anilor au existat mai multe titluri spin-off terțe create pentru piețele asiatice. Acestea includ seria Counter-Strike Online, Counter-Strike Neo și Counter-Strike Nexon: Studio.

## Modul de joc
Counter-Strike este un first-person shooter tactic, multiplayer, bazat pe obiective. Două echipe opuse - Teroriștii și Contra Teroriștii - concurează în moduri de joc pentru a îndeplini diverse obiective, cum ar fi securizarea unei locații pentru a planta sau dezamorsa o bombă și salvarea sau paza ostaticilor. La sfârșitul fiecărei runde, jucătorii sunt recompensați pe baza performanței lor individuale cu bani în joc pentru a cheltui pe arme mai puternice în rundele următoare. Îndeplinirea obiectivelor, cum ar fi uciderea jucătorilor inamici, oferă bonusuri în bani. Acțiunile necooperante, cum ar fi uciderea coechipierilor, duc la o penalizare.

## Seria principală
| 2000      | Counter-Strike                   |
| 2001–2003 |                                  |
| 2004      | Counter-Strike: Condition Zero   |
| 2004      | Counter-Strike: Source           |
| 2004      | Counter-Strike Neo               |
| 2005–2007 |                                  |
| 2008      | Counter-Strike Online            |
| 2009–2011 |                                  |
| 2012      | Counter-Strike: Global Offensive |
| 2013      | Counter-Strike Online 2          |
| 2014      | Counter-Strike Nexon: Studio     |
| 2015–2022 |                                  |
| 2023      | Counter-Strike 2                 |

### Counter-Strike
Inițial o modificare pentru Half-Life, echipa de dezvoltare a fost angajată de Valve în 2000, când compania a achiziționat drepturile pentru Counter-Strike.
Jocul a primit o portare pe Xbox în 2003. De asemenea, a fost portat pe OS X și Linux sub forma unui beta în ianuarie 2013. O versiune completă a fost publicată în aprilie 2013.

### Condition Zero
Counter-Strike a fost urmat de Counter-Strike: Condition Zero, dezvoltat de Turtle Rock Studios și lansat în 2004. A folosit motorul Half-Life GoldSrc, la fel ca predecesorul său. Pe lângă modul multiplayer, a inclus și un mod single-player cu o campanie „completă” și niveluri bonus. Jocul a primit recenzii mixte în contrast cu predecesorul său și a fost urmat rapid de o altă intrare în serie intitulată Counter-Strike: Source.

### Source
Counter-Strike: Source a fost primul joc lansat public de Valve pentru a rula pe motorul Source. Counter-Strike: Source a fost lansat inițial ca o versiune beta pentru membrii programului Valve Cyber Café pe 11 august 2004. Pe 18 august 2004, versiunea beta a fost lansată pentru posesorii de Counter-Strike: Condition Zero și celor care au cumpărat plăci video ATI Radeon la pachet cu un voucher pentru Half-Life 2. În timp ce lansarea inițială a inclus doar o versiune pentru Microsoft Windows, jocul a primit în cele din urmă o portare la OS X pe 23 iunie 2010, urmată de o portare pentru Linux în 2013.

### Global Offensive
Counter-Strike: Global Offensive a fost a patra versiune din seria principală Counter-Strike, dezvoltată de Valve în 2012. La fel precum Counter-Strike: Source, jocul rulează pe motorul Source. Acesta a fost disponibil pentru Microsoft Windows, OS X și Linux, precum și pentru consolele Xbox 360 și PlayStation 3 și este compatibil cu consolele Xbox One.

### Counter-Strike 2
Pe 22 martie 2023, Valve a anunțat Counter-Strike 2, care utilizează motorul de joc Source 2. Acesta a fost anunțat inițial ca un upgrade gratuit la Global Offensive cu o dată de lansare în vara anului 2023. La 1 septembrie 2023, a fost lansat ca o versiune beta limitată, iar jocul a înlocuit Global Offensive pe 27 septembrie.

## Derivate

### Neo
Counter-Strike Neo (stilizat NEO) este o adaptare arcade japoneză a Counter-Strike publicată de Namco pentru dispozitivele bazate pe Linux. Jocul este amplasat într-o versiune futuristă a Counter-Strike, cu personaje cu design asemănător anime-urilor. O selecție de misiuni single-player, mini-jocuri și evenimente sezoniere au fost adăugate pentru a prelungi interesul jucătorilor asupra jocului.

### SeriaOnline
Counter-Strike Online este un spin-off free-to-play disponibil în mare parte din Asia de Est. Acesta a fost dezvoltat de Nexon, cu supraveghere din partea Valve. Utilizează un model de microtranzacție care este gestionat de o versiune personalizată a back-end-ului Steam. Anunțat în 2012 și destinat pieței jocurilor din Asia, o continuare intitulată Counter-Strike Online 2 a fost dezvoltată de Nexon pe motorul de joc Source și lansată în 2013.

### Nexon: Studio
În august 2014, Nexon a anunțat Counter-Strike Nexon: Zombies, un spin-off gratuit, cu tematică zombi, dezvoltat pe motorul de joc GoldSrc. Pe 23 septembrie 2014, un beta deschis a fost lansat pe Steam. Jocul a fost lansat pe 7 octombrie 2014, oferind 50 de hărți și 20 de moduri de joc. Jocul oferă atât moduri jucător versus jucător, cum ar fi deathmatch în echipă, salvarea ostaticilor și dezamorsarea bombelor, alături de moduri jucător versus mediu, cum ar fi misiuni de campanie cooperative și apărarea bazei. Recepția din partea criticilor a fost în general negativă, criticile vizând interfața de utilizator slabă a jocului, microtranzacțiile, și grafica învechită. Pe 30 octombrie 2019, Counter-Strike Nexon: Zombies a fost redenumit în Counter-Strike Nexon: Studio.

## Jocul competitiv
Counter-Strike are peste 20 de ani de joc competitiv, începând cu primul joc lansat în 2000. Primul turneu major a fost găzduit în 2001 la Cyberathlete Professional League care, împreună cu World Cyber Games și Electronic Sports World Cup, au fost printre cele mai mari turnee pentru seria Counter-Strike până în 2007. Din 2013, campionatele Campionatele Majore de Counter-Strike: Global Offensive au devenit cele mai prestigioase turnee din istoria francizei, oferind premii de aproximativ 1.000.000 de dolari.

## Recepție
Counter-Strike este considerat unul dintre cele mai influente shootere la persoana întâi din istorie. Seria are o comunitate competitivă mare și a devenit sinonimă cu shooterele la persoana întâi.. Începând cu august 2011, franciza Counter-Strike a vândut peste 25 de milioane de unități.[2] Datorită popularității sale, Counter-Strike a atras o atenție academică considerabilă. Cercetătorii au folosit date din Counter-Strike, printre altele, pentru a examina starea de spirit a jucătorilor, performanța jucătorilor obezi, sau schimbările de performanță de la începutul invaziei rusești în Ucraina.